# Vinnie Moore
Vinnie Moore (New Castle, Delaware, 1964. április 14. –) amerikai gitáros, aki 1986 óta tartó karrierje során nemcsak szólóban bizonyíthatta tehetségét, hanem olyan rockbandák társaságában is, mint Alice Cooper vagy az UFO.

## Pályafutása
Vinnie Moore karrierje 12 éves korában kezdődött, amikor egy klubkoncert alkalmával felfigyelt rá Mike Varney a Shrapnel kiadó főnöke. Mike és kiadója akkoriban az instrumentális gitárlemezekre  specializálta magát, így Vinnie Moore is szólóban kezdte pályáját.
1985-ben zenét írt egy Pepsi reklámhoz, majd feljátszotta az amerikai power metal banda a Vicious Rumors Soldiers of the Night albumát. 1986-ban rögzítette Mind's Eye című debütáló albumát. A lemezen hallható billentyűs témákat Tony MacAlpine játszotta fel. A korong jelentős sikereket ért el, Vinnie pedig a 80-as évek shredder generációjának egyik legkiemelkedőbb alakjává vált. A Time Odyssey (1988) és a Meltdown (1991) lemezekkel tovább öregbítette hírnevét, majd ugyanez évben Alice Cooper oldalán bukkant fel. A Hey Stoopid lemezen szerepelt Steve Vai, Joe Satriani és Slash társaságában. A 90-es években csupán az Out of Nowhere (1996) és a The Maze (1999) albumok jelentek meg a neve alatt.
2004-ben szerepelt Jordan Rudess Rhythm of Time albumán, majd a brit UFO tagja lett. Az UFO val eddig egy koncertlemezt (Showtime) és négy nagylemezt adott ki ( You Are Here – 2004, The Monkey Puzzle – 2004, The Visitor – 2009, Seven Deadly – 2012 ). Közben 2001-ben szólólemezt adott ki Defyng Gravity címmel, amit 2009-ben követett a To The Core album.

## Stílusa
Vinnie Moore neve a 80-as években a neoklasszikus gitározással forrt egybe, de stílusában ugyanúgy megtalálható a klasszikus hard rock mint a jazz. Utóbbira a 2009-ben megjelent To The Core album a bizonyíték. Szólói nagy műgonddal felépített, dallamos momentumok, melyek távol állnak az öncélúságtól. Dean gitárokat használ, amikbe Vinnie Moore "ShredHead" hangszedőket rak. 2008-ban részt vett a NAMM kiállításokon is, jelenleg az Engl erősítők endorsere.

## Diszkográfia
Szólóalbumok:
- Mind's Eye (1986)
- Time Odyssey (1988)
- Meltdown (1991)
- Out of Nowhere (1996)
- The Maze (1999)
- Live! (2000) (koncertlemez)
- Defying Gravity (2001)
- Vinnie Moore Collection: The Shrapnel Years (2006) (válogatás)
- To The Core (2009)
- Aerial Visions (2015)

Egyéb:
- 1985 – Vicious Rumors – Soldiers of the Night
- 1989 – Guitar's Practicing Musicians – Free
- 1991 – Alice Cooper – Hey Stoopid
- 1994 – Various Artists – Deep Purple Tribute: Smoke On The Water
- 1998 – Sega – "Burning Rangers" (részt vett a játék zenéjének megírásában)
- 2004 – UFO – You Are Here
- 2004 – Jordan Rudess – Rhythm of Time
- 2005 – Various Artists – Subdivisions: A Tribute to the Music of Rush
- 2005 – UFO – "Showtime " – Dupla DVD+CD
- 2006 – UFO – The Monkey Puzzle
- 2009 – UFO – The Visitor
- 2012 – UFO – Seven Deadly